# Херсонський річковий порт
Херсонський річковий порт — дочірнє підприємство Акціонерної судноплавної компанії «Укррічфлот». Херсонський річковий порт є великим транспортним вузлом, в якому здійснюється взаємодія річкового, морського, залізничного та автомобільного транспорту.

Херсонський річковий порт народився разом з містом. Спочатку з верхів'їв Дніпра сюди приходили перші вантажі для тих, хто будував фортецю та верф. 1946 року Херсонська річкова пристань отримала статус Херсонського річкового порту.

## Загальна інформація
Херсонський річковий порт розташований в гирлі річки Дніпро, за 28 км від Дніпро-Бузького лиману, на правому березі річки Кошова. Херсонський річковий порт — це єдиний гирловий річковий порт Дніпра з цілорічною навігацією. Порт збудований поза шлюзами гідростанцій Дніпровського каскаду, чим приваблює власників вантажів. Нині порт здійснює перевалку зовнішньоторгівельних і транзитних вантажів різноманітної номенклатури та приймає під обробку морські судна осадкою до 4 м, а також судна типу «річка-море» — напрямок перевезень до портів Чорного та Середземного морів. На причальній лінії довжиною 814 м перебуває 10 портальних кранів вантажопідйомністю 5—20 тонн, 4 плавучих крани (два 5-тонних та два 16-тонних). Порт має практику рейдового навантаження суден з осадкою до 7,6 м. На території порту розташовано критий склад, який здатен накопичувати до двох суденних партій для кожного вантажевласника. Номенклатура вантажів розроблена таким чином: ліс, метал, кокс, вугілля, брухт, мінеральні добрива. У розпорядженні порту перебувають усі можливості для комплексного обслуговування флоту. Порт має самохідне судно-водолій вантажопідйомністю 800 тонн для цілодобового бункерування прісної води.

У серпні 1999 року введено до експлуатації новий склад для зернових вантажів. Передбачено подовження причальної лінії та розширення складського господарства. Для цієї цілі йде переобладнання двох затонів, що дозволить перевалювати додаткові експортні вантажі.

Мінімальна ширина по річці Кошовій в районі причальних стін річкового порту — 150 м. Глибина на фарватері — 4,4—5 м на 3—7-му причалах та 7,8 м на 1-му причалі. Напрямок переважних течій — зі сходу на захід. В річковому порту керуються «Обов'язковими постановами з Херсонського морського торгового порту».

Лоцманське забезпечення здійснюється лоцманами ДП «Дельта-лоцман».

Судна, які приходять в річковий порт та очікують на постановку до причалу, стоять на Верхньому рейді, до осадка суден у вантажеві допустима до 7,8 м.
Порт здійснює послуги за заявками: зняття лляльних, фекальних вод, сухого сміття; бункерування питною водою, буксирне забезпечення; надання причалів для відстоювання суден тощо.
З 28 липня 2000 року є дочірним підприємством Акціонерної судноплавної компанії «Укррічфлот» без статусу юридичної особи (з 24.10.2017).

## Спеціалізація
Основним видом діяльності дочірнього підприємства «Херсонський річковий порт» визначено:
- 35.11.0 Будування та ремонт суден;

Окрім основного виду діяльності, для підприємства також відкриті такі види іншої діяльності:
- 55.10.0 Діяльність готелів;
- 93.05.0 Надання інших індивідуальних послуг;
- 93.02.0 Надання послуг перукарнями та салонами краси.

Водночас порт успішно перевалює навалювальні та генеральні вантажі: прокат чорних металів, ліс, боксити, брухт, вугілля, кокс.
Окрім традиційного для порту лісу, останнім часом відроджується експортний вантажопотік брухту, який найчастіше постачається до Туреччини та Італії. Ще один традиційний для порту експортний вантажопотік — металопрокат виробництва комбінату «Запоріжсталь».

На експорт також переробляється 33—35 тис. тонн на місяць мінеральних добрив (російські селітра, нітроамофос, карбамід). Поставки здійснюються в держави Африки та Грецію.

З імпортних товарів до порту приходять будматеріали з Туреччини.

Транзит становлять глина та свинець.

Об'єм пасажирських перевезень на туристичних і місцевих лініях становить до 1,2 млн пасажирів на рік.

## Портові потужності
У порту 7 причалів загальною довжиною 950 м. Порт має можливість завантаження суден з посадкою до 7,8 м на причалах 1—2 та до 5 м на причалах 3—7.

Комплекс з переробки мінеральних добрив введено до експлуатації 1999 року, він розташований на причалі № 2. Призначений даний комплекс для прийому та відправлення мінеральних добрив (фасованих та навалених). Навантаження суден здійснюється як біля причалу, так і на рейді. Біля причалу одночасно можна опрацьовувати лише одне судно. В наявності є машини для фасування добрив у мішки. Потужність комплексу — до 1500 тонн на добу. Також комплекс дозволяє одночасно зберігати до 15 тис. тонн вантажів та обробляти 12 вагонів на добу.

Також порт має річковий вокзал. Приймаються річкові пасажирські судна пасажиромісткістю до 700 осіб. Пасажирські перевезення (зазвичай на місцевих лініях) здійснюються з 18 березня по 10 листопада. В цей період в середньому буває до 20 заходів суден на день.

Порт має 8 причалів довжиною по 60 м. Глибина біля причальних стін — 4 м. На 14 пасажирських лініях працює 13 суден.

Загальна площа відкритих складів — 9500 м2, покритих — 2500 м2.

## Керівництво
- Завізіон Іван Іванович